# Cortaalambres

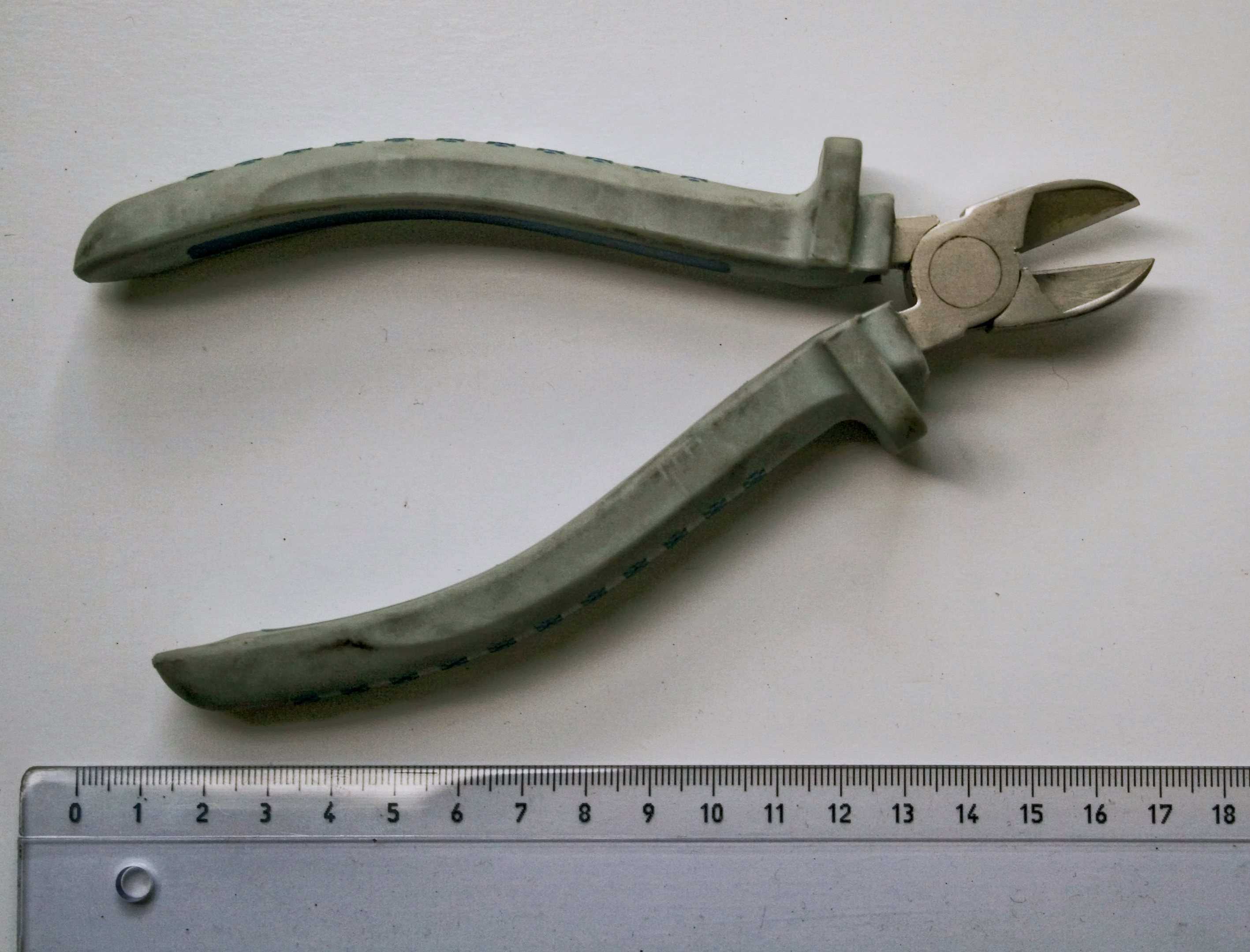
Cortaalambres

El cortaalambres, alicates de corte lateral, pinzas de corte, piquetas (en Venezuela), son una herramienta que por presión hacen cortes limpios en cables o hilos metálicos.
La mayoría de los cortaalambres son manuales, similares a las pinzas usadas en tareas de electrónica. De hecho, muchos tipos de pinzas como las pinzas de punta, los alicates universales o el pelador de cable, están provistos de alguna especie de función cortaalambres. Otras tenazas cortaalambres son grandes herramientas neumáticas que se usan para cables más densos como las líneas de alta tensión.
Algunas bayonetas modernas, poseen características de las pinzas de corte que se usan para abrirse camino entre alambres de púas o de cuchillas en el campo de batalla.

## Otros usos

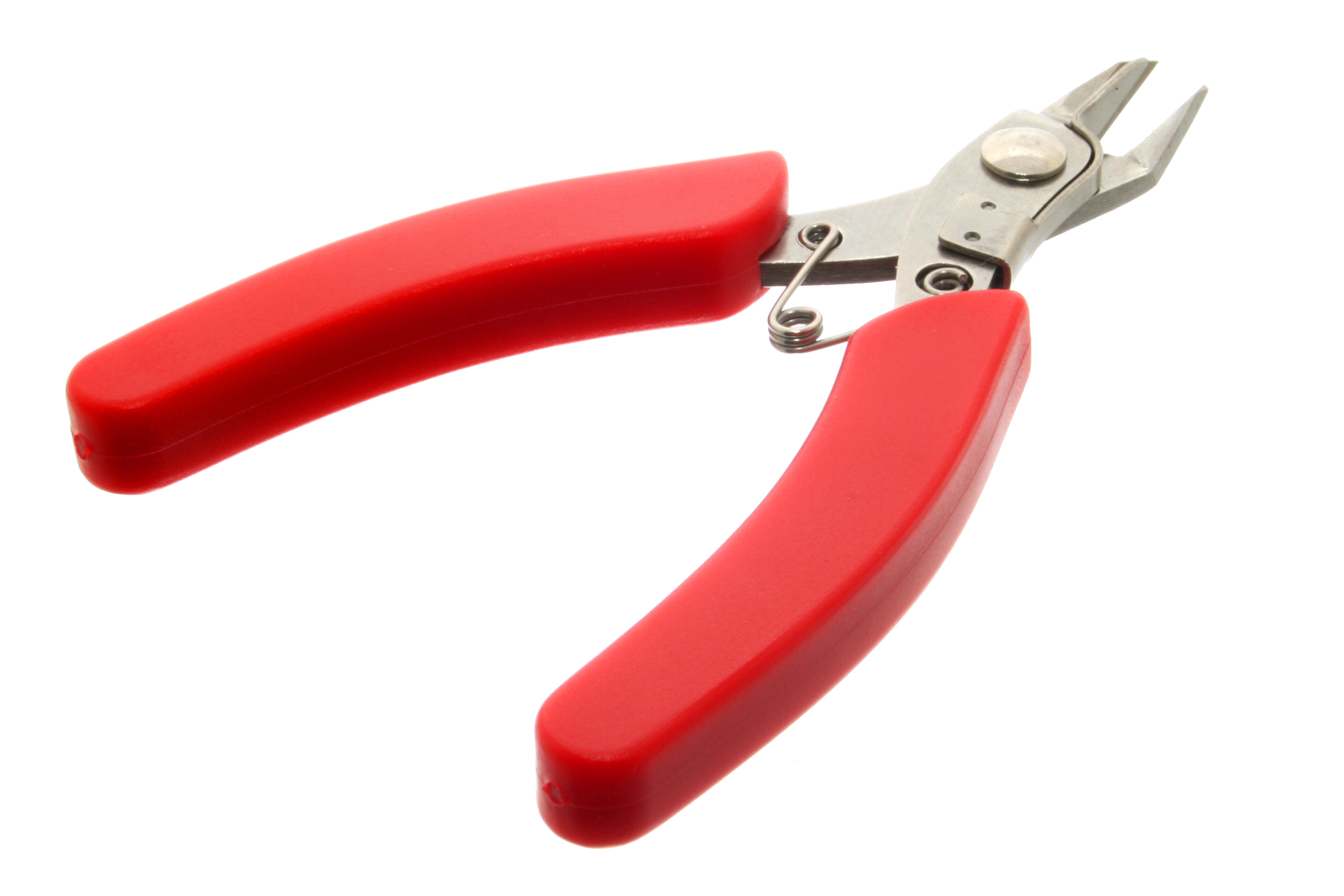
Cortaalambres para circuitos electrónicos (tamaño pequeño)

Aparte de los mecánicos en el mundo de la artesanía, se encuentran en muchos especialidades, como por ejemplo los tapiceros, los albarderos y zapateros, entre otros. En las disciplinas que tienen que ver con la electricidad, por lo general son más pequeñas y tienen el mango recubierto de un plástico aislante para evitar enrampar acerca todo cuando se emplean para los cables de la red eléctrica.